# Dethalbum II
Dethalbum II è il secondo album in studio del gruppo musicale melodic death metal virtuale Dethklok, pubblicato nel 2009.

## Tracce
1. Bloodlines – 3:30
2. The Gears – 4:21
3. Burn the Earth – 3:59
4. Laser Cannon Deth Sentence – 4:35
5. Black Fire Upon Us – 5:40
6. Dethsupport – 2:42
7. The Cyborg Slayers – 4:16
8. I Tamper with the Evidence at the Murder Site of Odin – 4:30
9. Murmaider II: The Water God – 5:43
10. Comet Song – 3:48
11. Symmetry – 4:31
12. Volcano – 4:18

## Formazione virtuale
- Nathan Explosion – voce
- Pickles the Drummer – batteria, cori
- Skwisgaar Skwigelf – chitarra, tastiere
- Toki Wartooth – chitarra
- William Murderface – basso